# An Se-bok
An Se-bok (* 29. Oktober 1946) ist ein ehemaliger nordkoreanischer Fußballspieler. Er wurde als Stürmer eingesetzt und stand im Kader der nordkoreanischen Mannschaft bei der Weltmeisterschaft 1966 in England, wo er die Trikotnummer 21 trug. In seiner Heimat soll er zudem noch beim Amnokgang SC aktiv gewesen sein.